# 芝全交
芝 全交（しば ぜんこう、1750年7月22日（寛延3年6月19日）- 1793年7月5日（寛政5年5月27日））は、江戸時代中期から後期に活躍した戯作者である。本姓は山本。名は藤太郎。司馬全交、司馬交とも表記される。

## 経歴・人物
商人の一族であった吉川氏の子として江戸に生まれる。幼年期に水戸藩に仕えた狂言師の山本藤七の養子となったため、山本と改姓する。
後に芝西久保町（現在の東京都港区虎ノ門）神谷町に移り、商業を営んだ。その傍らに歌舞伎や遊里等の芝居をよくし、性格も明るかったため多くの江戸の庶民に慕われた。特に黄表紙をよくし、これらの戯作物は当時の江戸の庶民の日常生活を滑稽に描いたものであったため、一躍有名となった。当時活躍していた戯作者恋川春町、朋誠堂喜三二、山東京伝と並び、天明・寛政期を代表する黄表紙作家と位置づけられる。
1780年（安永9年）から没後の1794年（寛政6年）まで、毎年一定数の作品が刊行されたが、決して多作だったわけではない。
晩年は参禅したという。死後、藍庭林信（晋米斎玉粒）が2代目芝全交と名乗った。主な弟子に芝甘交、芝晋交がいる。

## 主な著作物

### 主著
- 『大悲千禄本』- 1785年（天明5年）に刊行。千手観音が不景気によって、千本の手で返済するというあらすじ。山東京伝が絵画を担当。
- 『十四傾城腹之内』- 1793年（寛政5年）に刊行。
- 『芝全交智恵（之）程』- 1787年（天明7年）に刊行。
- 『玉子の角文字』- 1790年（寛政2年）に刊行。

### その他の著書

#### 安永・天明前期
- 『時花兮鶸茶曽我』- 1780年（安永9年）に刊行。
- 『大違宝船』- 1781年（天明元年）に刊行。
- 『当世大通仏開帳』- 1781年（天明元年）に刊行。
- 『冷水灰毛猫』- 1781年（天明元年）に刊行。
- 『煙競蕎麦真木』- 1781年（天明元年）に刊行。
- 『風雷神天狗落種』- 1782年（天明2年）に刊行。
- 『茶羅毛通人』- 1783年（天明3年）に刊行。
- 『鴻の者雄』- 1783年（天明3年）に刊行。

#### 天明中期～後期・寛政
- 『親動性桃太郎』- 1784年（天明4年）に刊行。
- 『馬鹿夢文盲図会』- 1785年（天明5年）に刊行。
- 『通言武者揃』- 1786年（天明6年）に刊行。
- 『茶歌舞妓茶目傘』- 1787年（天明7年）に刊行。
- 『引返狸之忍田妻』- 1789年（寛政元年）に刊行。
- 『俵藤太振出百薬』- 1790年（寛政2年）に刊行。
- 『京鹿子娘鯲汁』- 1791年（寛政3年）に刊行。
- 『鼻下長物語』- 1792年（寛政4年）に刊行。

#### 寛政（没後に刊行）
- 『全交法師常々艸』- 1794年（寛政6年）に刊行。
- 『素後壮雪信』- 1798年（寛政10年）に刊行。